# Nathan Hedin
Josef Natanael "Nathan" Hedin, född 19 mars 1880 i Norra Råda socken, död 15 januari 1969 i Sunne socken, Värmland, var en svensk företagare och kulturhistoriker.
Nathan Hedin var son till skomakaren Per Fredrik Hedin och växte upp vid Stjärnfors bruk. Han var elev vid Karlskoga praktiska skola 1898–1899 och vid Bröderna Påhlmans handelsinstitut i Stockholm 1904. 1904–1910 var han kontorsanställd i Stockholm men återvände därefter till Värmland, där han 1910–1925 drev en lanthandel i Rottneros och därefter från 1925 en speceriaffär i Sunne. Han intresserade sig tidigt för värmländsk folkkultur och blev en flitig upptecknare av värmländska sägner och ordspråk. Han har författat ett flertal skrifter och artiklar om värmländsk kulturhistoria.
Nathan Hedin var även ledamot av kommunalfullmäktige i Sunne 1919–1944 och dess ordförande 1920–1944. Han var även ordförande i styrelsen för Värmlands-Dalslands köpmannaförbund 1927–1939, riksantikvariens ombud från 1929, ledamot av styrelsen för Värmlands hemslöjd, Värmlands hembygdsförbund samt Värmlands fornminnes- och museiförening, där han senare blev hedersledamot. Vidare var Hedin en ivrig nykterhetsvän och ordförande i Sunne KFUM, en av stiftarna av Sunne hembygdsförening och föreningens ordförande 1936–1946, vice ordförande i styrelsen för AB Hakon Swenson från 1943, ledamot av styrelsen för Föreningen Nordens Värmlandsavdelning samt ombud vid kyrkomötena 1936, 1938, 1941, 1946 och 1948.
Han var korresponderande ledamot av Kungliga Vitterhets Historie och Antikvitets Akademien och tilldelades 1959 Illis Quorum.